# San Sebastián Tenochtitlán
San Sebastián Tenochtitlán es una localidad de México, localizada en el municipio de Nopala de Villagrán en el estado de Hidalgo.

## Geografía
Se encuentra en la región geográfica del Valle del Mezquital; a la localidad le corresponden las coordenadas geográficas 20° 16’ 48.232” de latitud norte y 99° 41’ 17.706” de longitud oeste, con una altitud de 2244 m s. n. m. Cuenta con un clima Semiseco templado.
En cuanto a fisiografía se encuentra en la provincia del Eje Neovolcánico, dentro de la subprovincia del Llanuras y Sierras de Querétaro e Hidalgo; su terreno es de lomerío. En lo que respecta a la hidrología se encuentra posicionado en la región del Pánuco, dentro de la cuenca el río Moctezuma, y en la subcuenca del río Tecozautla.

## Demografía
En 2020 registró una población de 2409 personas, lo que corresponde al 14.21 % de la población municipal. De los cuales 1137 son hombres y 1272 son mujeres.
| Gráfica de evolución demográfica de San Sebastián Tenochtitlán entre 1900 y 2020 |
|                                                                                  |
| Población registrada por los censos y conteos del INEGI.                         |